# Дамон и Финтий
Дамон и Финтий, или Дамон и Пифий (IV век до н. э.), — двое пифагорейцев из Сиракуз, ставшие символом мужской дружбы.
Дамон и Финтий жили в Сиракузах во время тирании Дионисия Младшего. Оба они придерживались пифагорейского учения и были друзьями. Финтий, приговорённый к смерти за покушение на жизнь Дионисия, попросил ненадолго отпустить его перед казнью, чтобы он мог выдать замуж сестру, и оставил Дамона заложником. Из-за непредвиденных обстоятельств он задержался, и Дамона уже привели на место казни. В последний момент появился запыхавшийся Финтий. Дионисий, поражённый силой этой дружбы, отменил приговор и попросил Дамона и Финтия стать ему такими же верными друзьями, но те отказали тирану.
Эта история содержится у Ямвлиха, который передаёт рассказ Аристоксена, услышанный от самого Дионисия. Цицерон связывает этот сюжет с именем Дионисия Старшего, Псевдо-Гигин называет другие имена друзей — Мор и Селинунтий.
История Дамона и Финтия стала источником сюжетов для ряда поэтических произведений, в том числе для пьесы английского поэта Ричарда Эдвардса (1523—1566) — «Дамон и Финтий» (приблизительно 1564), и баллады немецкого поэта Фридриха Шиллера «Дружба» (1799).